# Piton indian
Pitonul indian (Python molurus) este un șarpe de mărime mare. Cunoscut și sub denumirea de Ajgar, este unul dintre cei mai masivi șerpi de pe subcontinentul indian. Depinde de surse inepuizabile de apă. Ajgarul își petrece marea majoritate a timpului pe pământ. Cu toate acestea este un înotător foarte bine adaptat. De asemenea, se poate cățăra și mișcă cu multă îndemânare în copaci. Aspectul și culoarea pielii îl fac să se poată camufla perfect în mediul înconjurător din care face parte. Pitounul indian înghite prada întreagă, care poate avea mărimea unei căprioare. Pitonul birmanez este o altă subspecie de piton. Se hrănește în special cu șopârle, amfibieni, alți șerpi, mamifere și păsări.

## Galerie

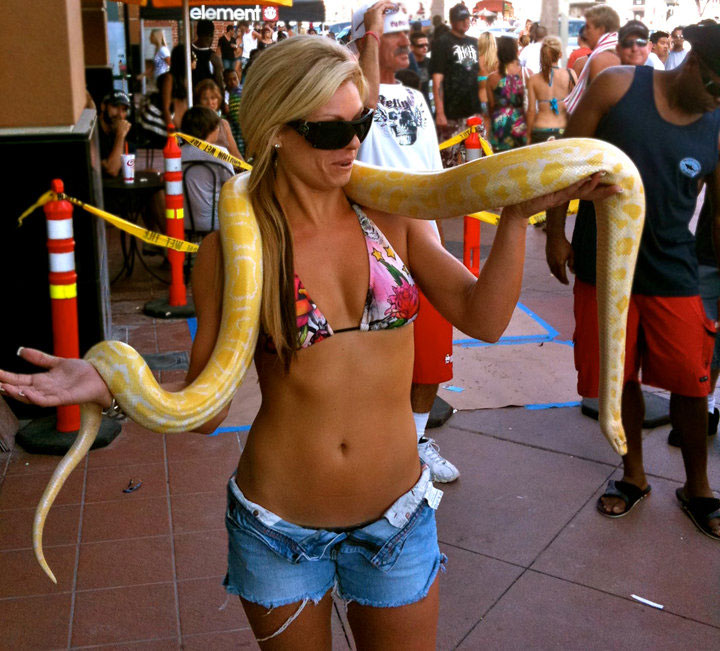
Python molurus (cu mutație de culoare) Huntington Beach, CA
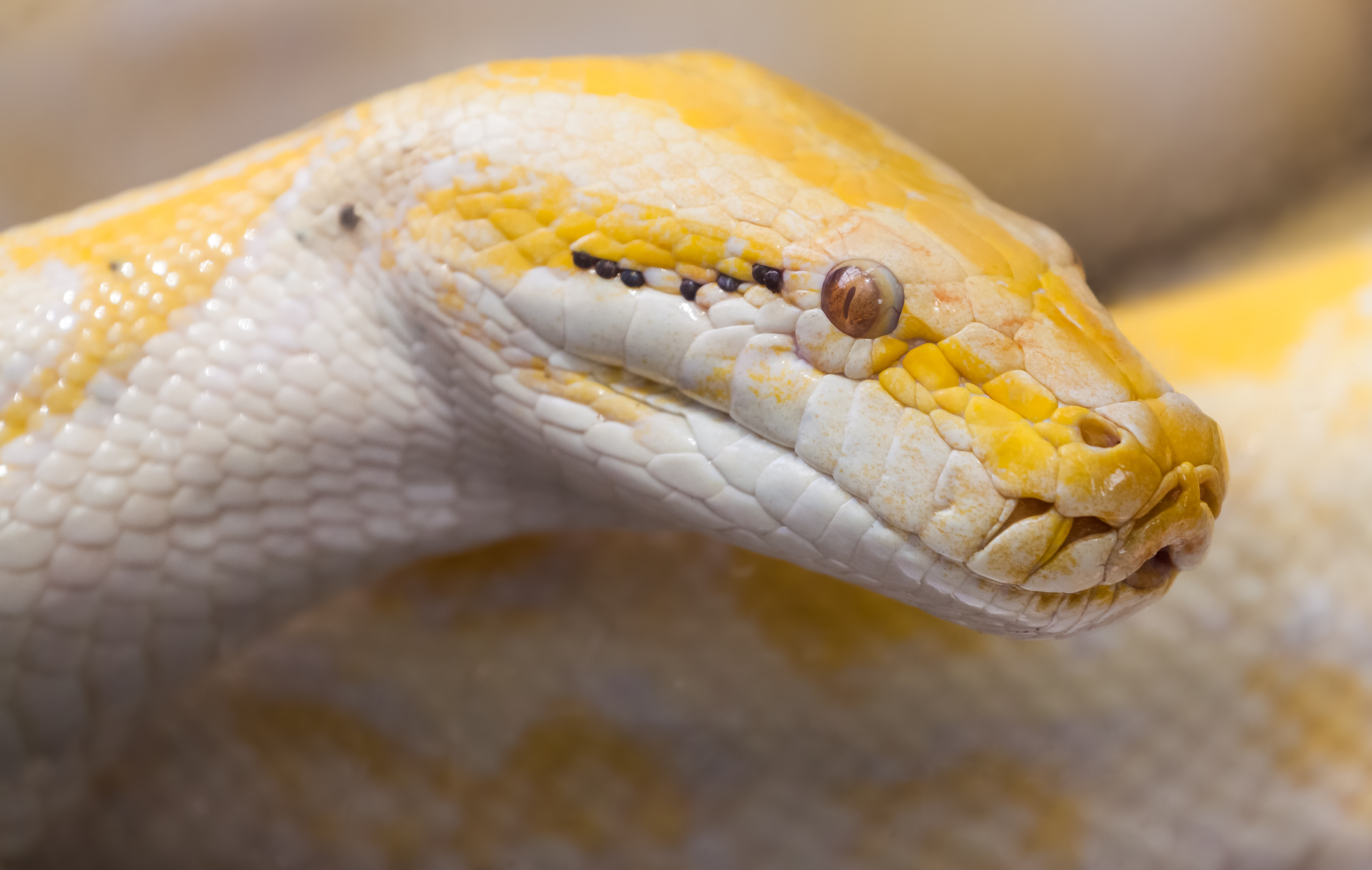
Python molurus cu mutație de culoare
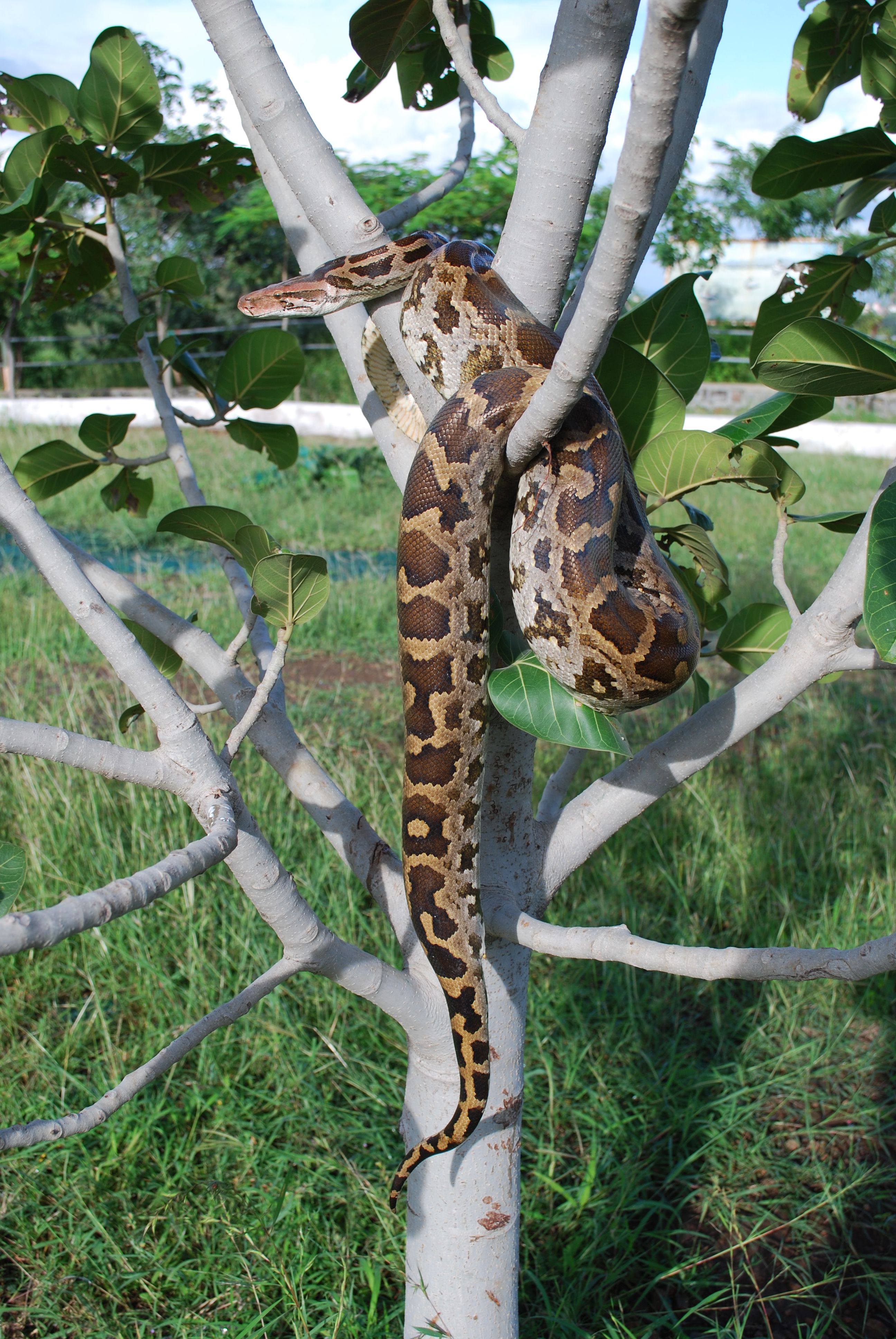
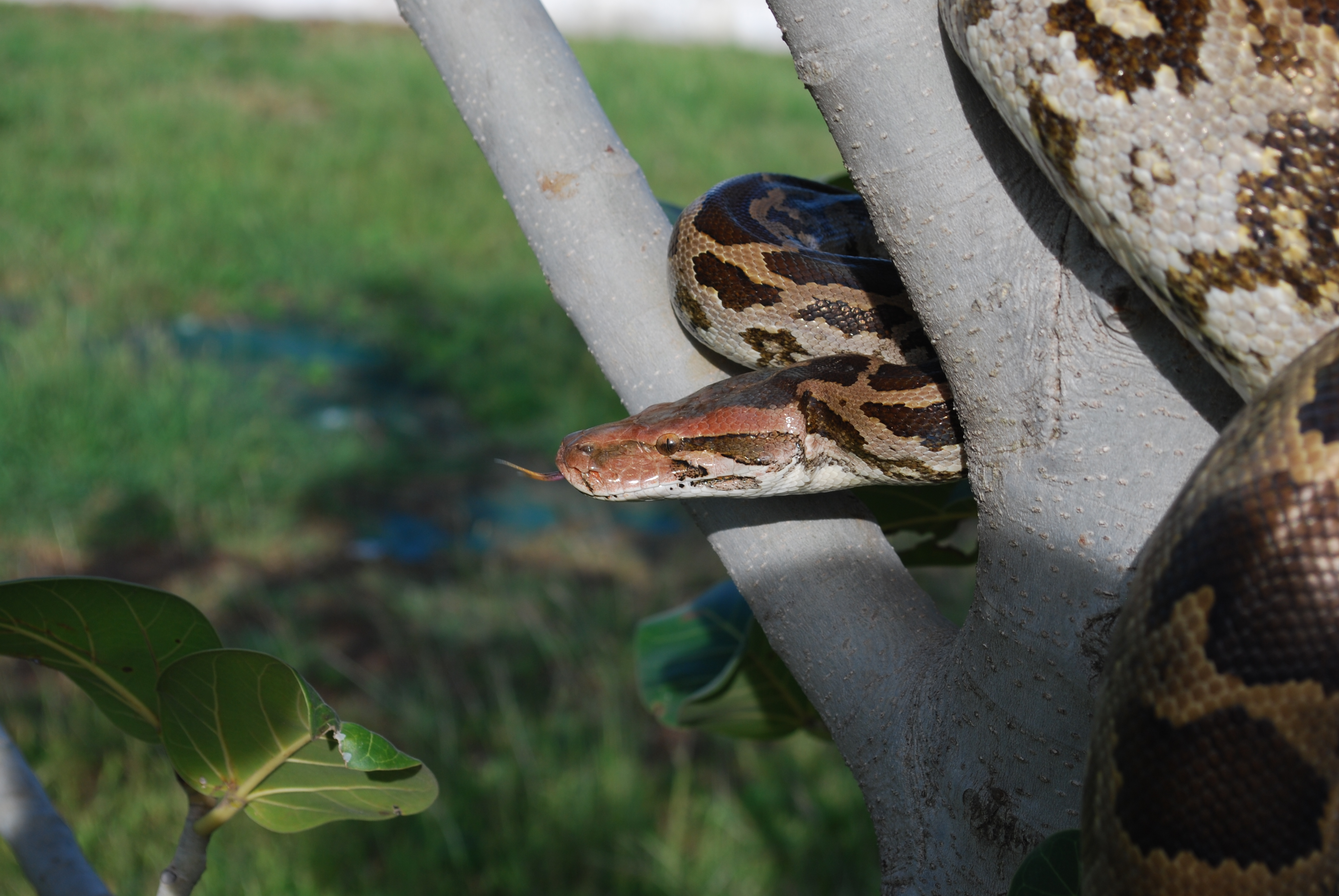
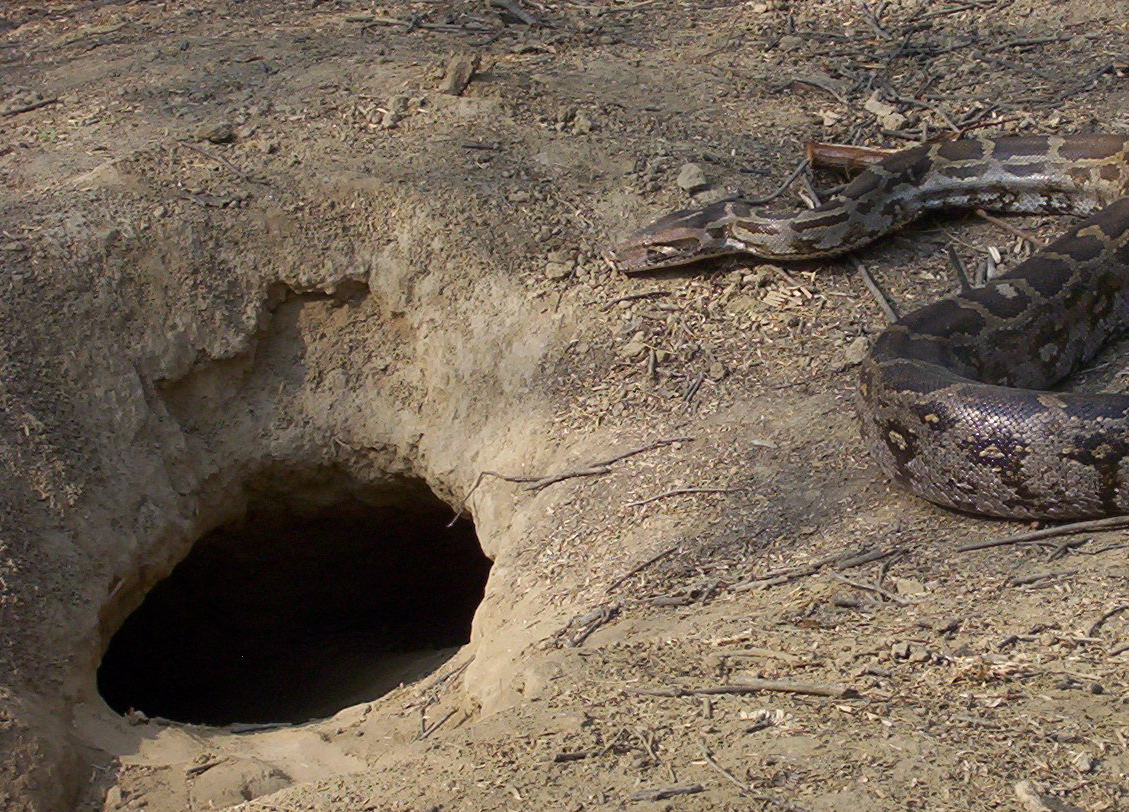
Scorbura sa . Keoladeo National Park, India
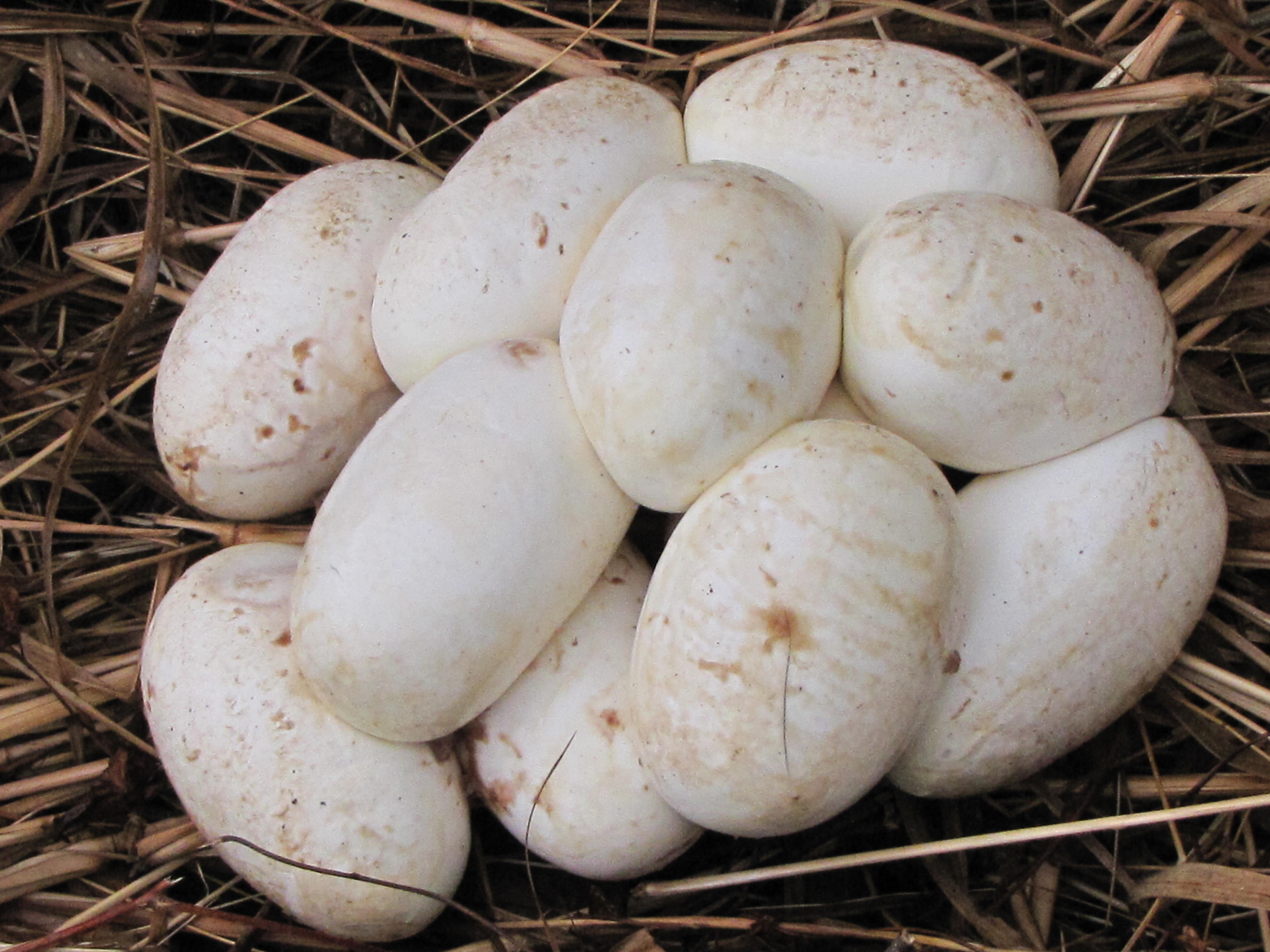
Ouăle pitonului indian